# Telha (kommun i Brasilien)
Telha är en kommun i Brasilien.   Den ligger i delstaten Sergipe, i den östra delen av landet, 1 400 km nordost om huvudstaden Brasília. Antalet invånare är 2 957.
Omgivningarna runt Telha är huvudsakligen savann. Runt Telha är det ganska tätbefolkat, med 129 invånare per kvadratkilometer.